# Боуэрс против Хардвика
Боуэрс против Хардвика (англ. Bowers v. Hardwick 478 U.S. 186) — судебный процесс 1986 года, в котором Верховный суд США поддержал в своем постановлении конституционность закона штата Джорджии о мужеложестве, криминализирующего оральный и анальный секс между взрослыми мужчинами по обоюдному согласию. Это решение было пересмотрено в 2003 году в деле Лоуренс против Техаса, однако данный закон уже был отменен Верховным судом штата Джорджия в 1998 году.
Мнение большинства, высказанное судьей Байроном Уайтом, заключалось в том, что Конституция не дает «фундаментального права заниматься гомосексуальной содомией». В совпадающем мнении председателя Верховного суда Уоррена Э. Бергера приводились «древние корни» запретов на гомосексуальный секс, цитируя описание английского политика Уильяма Блэкстона гомосексуального секса как «позорное преступление против природы», худшее, чем изнасилование, и «преступление, не подходящее для того, чтобы быть именованным». Бергер постановил: «Считать, что акт гомосексуальной содомии должен быть каким-то образом защищен как фундаментальное право, означало бы отбросить тысячелетия морального учения». Судья Льюис Ф. Пауэлл позже высказал мнение, что сожалеет о своем присоединении к большинству, но считает, что это судебное дело навряд ли что-то поменяло в то время.
Судья Гарри Блэкман, представляющий интересы меньшинства, сформулировал данное судебное дело как вращающееся вокруг права на частную жизнь. Иная точка зрения Блэкмэна, по своей сути, обвинила Верховный суд в «почти навязчивом сосредоточении внимания на гомосексуальной деятельности» и «общем отказе рассматривать широкие принципы, которые послужили причиной нашего обращения с частной жизнью в конкретных случаях».
В ответ на призывы религиозных организаций запретить законодательно гомосексуальные отношения, Блэкман писал: «То, что некоторые, но не все, религиозные группы осуждают изучаемое в данном деле гомосексуальное поведение, не дает нам как государству права навязывать свои суждения всему населению. Легитимность светского законодательства зависит, наоборот, от того, сможет ли государство продвинуть какое-то обоснование своего закона за пределы его соответствия религиозной доктрине».
Верховный суд решением пяти против четырёх судей признал призыв истцов к равноправию всех граждан перед Конституцией смехотворным и оставил закон в силе.
Спустя семнадцать лет после дела Боуэрс против Хардвика Верховный суд признал свое решение неконституционным. В деле Лоуренс против Техаса постановил отменить уголовное преследование за анальный секс между взрослыми партнёрами по взаимному согласию в США.

## Предшествующие события
В начале июля 1982 года офицер полиции Атланты Кейт Торик выдал Майклу Хардвику обвинение в публичном употреблении алкоголя после того, как стал свидетелем того, как Хардвик бросил пивную бутылку в мусорное ведро возле гей-бара, где он работал. Кейт Торик обосновал штраф тем, что Майкл Хардвик нарушает постановление города, запрещающее употребление алкоголя в общественных местах. Из-за ошибки в судебной повестке, выданной Ториком, Хардвик пропустил дату суда, что привело к получению ордера на арест Хардвика. Затем Хардвик уладил этот вопрос, заплатив штраф в размере 50 долларов в офисе суда, но Кейт Торик явился в дом Хардвика через три недели, 3 августа, чтобы вручить ныне недействительный ордер. В это же время гость Хардвика спал на диване в гостиной. Около 8:30 офицер Торик вошел в дом (входная дверь могла быть приоткрыта) и разбудил гостя, а затем направился по коридору к спальне Хардвика. Офицер открыл дверь спальни и заметил, что Хардвик и его любовник занимаются оральным сексом по обоюдному согласию.
Хардвик разозлился на внезапный визит и угрожал Торику увольнением из-за того, что тот незаконно проник в его дом. Позже Торик заявил, что он «никогда бы не вторгнулся в дом, если бы [Хардвик] не имел ранее проблем с законом». Затем Торик арестовал обоих мужчин за содомию, что являлось уголовным преступлением по закону штата Джорджия, за которое предусмотрено наказание от одного до двадцати лет тюремного заключения. Окружной прокурор Льюис Слейтон предпочел не возбуждать уголовное дело по обвинению в содомии, принимая во внимание, во-первых, что срок действия ордера истек, и во-вторых, его собственное убеждение в том, что закон о содомии не должен использоваться для преследования сексуальных отношений по обоюдному согласию.
Затем Хардвик подал в федеральный суд иск к генеральному прокурору Джорджии Майклу Бауэрсу о признании недействительным закона штата о содомии. Он обвинил его в том, что мужчина-гомосексуалист в конечном итоге может быть привлечен к ответственности за свою сексуальную жизнь. Американский союз гражданских свобод (ACLU) на тот момент искал «идеальный пример иска», чтобы бросить вызов законам против содомии, и дело Хардвика представлялось тем, какое они искали. В результате адвокаты ACLU представляли интересы Хардвика в суде.
В федеральных судах низшей инстанции интерес Хардвика представляла Кэтлин Уайлд. Дело было подано в Окружной суд Соединенных Штатов по Северному округу Джорджии, где было отклонено, а суд вынес решение в пользу Бауэрса. Хардвик подал апелляцию, и Апелляционный суд США одиннадцатого округа отменил решение суда низшей инстанции, установив, что закон штата Джорджия о содомии действительно является нарушением конституционных прав Хардвика. Затем штат Джорджия подал апелляцию, и 4 ноября 1985 года Верховный суд США затребовал истребование дела его пересмотра.
Интересы Хардвика представлял в Верховном суде профессор юридической школы Гарвардского университета Лоуренс Трайб. Майкл Хоббс, помощник генерального прокурора, выступал в защиту штата. Законность вторжения офицера в дом Хардвика не оспаривалась; оспаривалась только конституционность закона о содомии.

## Решение суда
Суд в количестве голосов 5 против 4 поддержал конституционность закона штата Джорджии о мужеложестве, криминализирующего оральный и анальный секс между взрослыми мужчинами по обоюдному согласию. Судья Байрон Уайт представлял мнение большинства, к нему присоединились судьи Уильям Ренквист, Сандра Дэй О’Коннор, Уоррен Э. Бергер и Льюис Ф. Пауэлл. Судья Гарри Блэкман представлял сторону меньшинства, к нему присоединились судьи Уильям Дж. Бреннан-младший, Тергуд Маршалл и Джон Пол Стивенс. Стивенс также представил альтернативную точку зрения, в поддержку которой высказались судьи Бреннан и Маршалл.

## Мнение большинства
Особую сложность в этом деле представлял анализ права на неприкосновенность частной жизни. Начиная с 1965 года по решению дела Грисволд против Коннектикута Верховный суд США постановил, что право на неприкосновенность частной жизни подразумевается в пункте о надлежащей правовой процедуре Четырнадцатой поправки к Конституции Соединенных Штатов. В деле Боуэрс против Хардвика суд постановил, что это право не распространяется на сексуальные отношения по обоюдному согласию, по крайней мере, в той мере, в какой оно рассматривается с точки зрения гомосексуального секса. Мнение большинства, отраженное в книге «Боуэрс», написанной судьей Байроном Уайтом, формулирует юридический вопрос так: дает ли конституция «фундаментальное право гомосексуалистам участвовать в содомии». Большинство среди судей ответило на этот вопрос отрицательно, заявив, что «утверждать, что право на такое поведение глубоко укоренилось в истории и традициях этой нации» или «подразумевается концепцией упорядоченной свободы», в лучшем случае является шуточным"
Судья Уайт высказал свое опасение о нежелательных потенциальных последствиях для других законов о сексе:
Если позиция ответчика будет ограничиваться только добровольным сексуальным поведением между взрослыми по обоюдному согласию, было бы трудно, кроме как на основании отдельного указа, ограничить заявленное право на гомосексуальное поведение, оставив при этом сложным для судебного преследования прелюбодеяние, инцест и другие сексуальные преступления в связи с тем, что они могут совершаться и дома. Мы не хотим идти по этому пути.

### Позиция главного судьи Бергера
В кратком описании мнения главного судьи Уоррена Э. Бергера подчеркивалось историческое негативное отношение к гомосексуальному сексу, цитируется характеристика содомии с точки зрения Уильяма Блэкстоуна как «преступление, не подходящее для того, чтобы быть именованным». Бергер свое позицию завершил следующей фразой: «Утверждать, что акт гомосексуальной содомии каким-то образом защищен исторически как фундаментальное право, означало бы отбросить тысячелетия морального учения»

### Позиция судьи Пауэлла
С совпадающим мнением в поддержку большинства выступил судья Льюис Ф. Пауэлл-младший. Но он выразил сомнения относительно соответствия закона Джорджии и Восьмой поправки, отметив, что даже содомия по обоюдному согласию может быть наказана тюремным заключением на срок до двадцати лет, таким же приговором, как избиение при отягчающих обстоятельствах или поджог первой степени. Однако, поскольку Хардвик не был судим или осужден, вопрос о конституционности закона штата Джорджия в разрезе его в соответствия Восьмой поправки в данном случае рассматриваться не должен.
Решающим голосом по данному делу считался именно Пауэлл. Первоначально он проголосовал за отмену закона, но передумал после того, как консервативный клерк Майкл В. Мосман посоветовал ему сохранить запрет на гомосексуальные отношения. Некоторое время спустя после решения Суда в СМИ стало встречаться мнение, что на решение Пауэлла поддержать закон повлияла его убежденность в том, что он никогда не знал гомосексуалистов, хотя один из его собственных секретарей был геем. Именно этот секретарь впоследствии заявил, что Пауэлл сделал ему замечание о недопустимости открытого проявления своей гомосексуальной позиции для того, чтобы не допустить разрушения его будущей юридической карьеры. После данного интервью журналисты выяснили, что Пауэлл с тех пор нанял больше секретарей-геев, чем любой другой судья в США.

## Мнение меньшинства

### Мнение судьи Гарри Блэкмана
Резко сформулированное особое мнение судьи Гарри Блэкмана подвергло критике мнение большинства как имеющее «почти навязчивое внимание к гомосексуальной активности». Блэкман писал: «Только самая умышленная слепота могла скрыть тот факт, что сексуальная близость — это „чувствительные, ключевые отношения человеческого существования, занимающие центральное место в семейной жизни, благосостоянии общества и развитии человеческой личности“» (иронично таким образом цитируя мнение судьи Бергера в деле Парижский театр для взрослых против Слатона, который постановил, что фильмы для взрослых не защищены конституцией). Сторонники меньшинства в данном деле сравнили мнение большинства с делом Школьный округ Минерсвилля против Гобитиса, которое было отменено судом всего через три года.
В 1995 году в интервью с Гарольдом Кохом Блэкман рассказал, что его позиция по делу Боуэрс против Хардвика была написана по большей части её секретарем Памелой С. Карман, которая являлась гей-активисткой. Блэкман так рассказал о её позиции:
Карман писала всегда очень много и эффектно. Я многим обязан ей и ее способности проявить свою несогласную позицию. К данному делу она отнеслась очень активно, и я думаю, что ее позиция являлась правильной. Поэтому я и занял позицию меньшинства

### Несогласие судьи Стивенса
Судья Джон Пол Стивенс высказал отдельную точку зрения, которая была посвящена избирательному применению закона против гомосексуалистов, так как данный закон штата Джорджии не мог применяться к женатым гетеросексуалам, поскольку сексуальная активность по обоюдному согласию в рамках брака была защищена в соответствии с решением суда по делу Грисволд против штата Коннектикут. Закон также не мог применяться к неженатым гетеросексуалам, поскольку дело Эйзенштадт против Байрда распространило действие решения по делу Грисволда на неженатых людей. Поскольку гетеросексуалы никогда не могут быть привлечены к ответственности за содомию, штат Джорджия должен в идеале должен доказать, что избирательное применение данного закона по отношению к гомосексуалистам является конституционным.

## Последующие события

### Хардвик
Майкл Хардвик умер в 1991 году от СПИДа. По словам его адвоката Кэтлин Уайлд, он умер очень огорченный исходом дела.

### Юриспруденция
Решение по делу Боуэрса было принято в то время, когда судебная практика суда в отношении неприкосновенности частной жизни и, в частности, права на аборт, признанное в деле Роу против Уэйда, подверглось резкой критике. Решение по делу Боуэрса против Хардвика показало нежелание Суда признать общее конституционное право на неприкосновенность частной жизни или расширить применение данного права. Закон Джорджии, поддержанный в деле Боуэрса против Хардвика, криминализировал оральный секс и анальный секс независимо от того, занимаются ли им люди одного или разных полов, но решение судьи Уайта ограничивалось гомосексуальным сексом. «Единственная жалоба, которая должна быть надлежащим образом представлена в суд, — это оспаривание Хардвиком закона штата Джорджия в применении к гомосексуальной содомии по обоюдному согласию. Мы не выражаем мнения о конституционности закона штата Джорджия в отношении других актов гомосексуализма».
Государственные законы о гомосексуализме редко применялись против такого поведения по обоюдному согласию в течение многих десятилетий после вынесения решения, хотя многие суды и правительства штатов интерпретировали его как оправдание широкого спектра запретов и ограничений на жизнь геев.

### Более поздние комментарии судьи Пауэлла
В 1990 году, через три года после ухода из Суда, Пауэлл сказал группе студентов-юристов Нью-Йоркского университета, что считает свое мнение по делу Боуэрса ошибкой. «Я действительно думаю, что это было несовместимо с делом Роу против Уэйда. Когда через несколько месяцев у меня была возможность перечитать мнения, я подумал, что несогласие преобладает над аргументами». Но Пауэлл посчитал, что это решение по этому делу не имеет особого значения, и в 1990 году сказал, что не посвятил и тридцати минут обсуждению мнений об этом деле с момента вынесения постановления.

### Отмена государственных законов о содомии
Спустя годы после того, как было принято решение по делу Боуэрсе, законодательные собрания нескольких штатов отменили свои законы о содомии. Кроме того, суды ряда штатов признали недействительными законы о содомии в соответствии с положениями конституции штата или другими положениями конституций штата. Тот же закон о гомосексуализме, который поддерживался в деле Боуэрс, был отменен Верховным судом Джорджии в соответствии с конституцией штата Джорджия в деле Пауэлл против штата.

### Лоуренс против Техаса
Остальные 13 государственных законов о содомии в США были признаны недействительными, поскольку они применялись к личному согласованному поведению среди взрослых, решением Верховного суда по делу Лоуренс против Техаса, которое как следствие, отменило решение по делу Боуэрс против Хардвика. Судья Энтони Кеннеди представлял мнение большинства в деле Лоуренса, постановив, что закон штата Техас о содомии является неконституционным в соответствии с положением о надлежащей правовой процедуре Четырнадцатой поправки (сексуальная близость взрослого по обоюдному согласию в собственном доме является жизненно важным интересом в свободе и частной жизни, защищенной Положением о надлежащей правовой процедуре). Кеннеди писал: «Решение по делу Боуэрса было неправильным в тот момент, когда было принято решение, и оно неверно сегодня. Это не должно оставаться обязательным прецедентом. Решение по делу Боуэрса против Хардвика должно быть отменено».

### Изображение в СМИ
Билл Мойерс подробно обсудил решение по этому делу в интервью Blackmun в эпизоде "Мистер Джастис Блэкман" документального мини-сериала «В поисках конституции» 1987 года, посвященного двухсотлетию Конституции.
В 2009 году в Нью-Йорке Билл Крауч написал и поставил пьесу, основанную на жизни Майкла Хардвика и судебных разбирательствах: «Правила содомии: процесс Боуэрса против Хардвика».
В 2019 году обновленная редакция Правила содомии! (The Bowers v. Hardwick Trial), сольная документальная пьеса, основанная на жизни Майкла Хардвика, была написана и исполнена Биллом Краучем в Нью-Йорке на серии The New Work Series.

### В популярной культуре
Фамилия сатирической героини Бетти Боуэрс, которую играет Девен Грин, взята из этого дела.
В фильме Дело о пеликанах есть сцена в классе в Тулейнском университете, где преподаватель и студенты обсуждают это дело, а персонаж Джулии Робертс, Дарби Шоу, говорит, что решение суда было неправильным.

### Ускорение защиты прав ЛГБТ
Это решение стало переломным моментом в защите прав ЛГБТ, приведя к реформированию и появлению организационной структуры и непосредственно к формированию таких групп защиты интересов, как PROMO и т. д..